# The Simpsons: Night of the Living Treehouse of Horror
The Simpsons: Night of the Living Treehouse of Horror es un videojuego diseñado por la empresa de Mánchester Software Creations y publicado por Fox Interactive/THQ para Game Boy Color, el videojuego se basa en la serie animada Los Simpson.
- Datos: Q2201706